# Taligalea
Taligalea  é um gênero botânico da família Lamiaceae.

## Espécies
| - Taligalea angustifolia - Taligalea calycina - Taligalea campestris - Taligalea canescens - Taligalea guianensis | - Taligalea hirta - Taligalea lasiocaulos - Taligalea punicea - Taligalea umbellata - Taligalea velutina |